# Zoarces americanus
Zoarces americanus är en fiskart som först beskrevs av Bloch och Schneider, 1801.  Zoarces americanus ingår i släktet Zoarces och familjen tånglakefiskar. Inga underarter finns listade i Catalogue of Life.